# Justicia sarapiquensis
Justicia sarapiquensis är en akantusväxtart som beskrevs av L.A. Mcdade. Justicia sarapiquensis ingår i släktet Justicia och familjen akantusväxter. Inga underarter finns listade i Catalogue of Life.